# پیتر بیردزلی
پیتر بیردزلی (به انگلیسی: Peter Beardsley) (زادهٔ ۱۸ ژانویه ۱۹۶۱) بازیکن پیشین فوتبال انگلیسی است. او سابقهٔ بازی در تیم ملی فوتبال انگلستان را در کارنامهٔ خود دارد. وی در تاریخ ۲۹ ژانویه ۱۹۸۶ نخستین بازی ملی خود را در مقابل تیم ملی فوتبال مصر انجام داد و با حضور در ۵۹ بازی ملی، در تاریخ ۲۳ مه ۱۹۹۶ واپسین بازی ملی‌اش را در برابر تیم ملی فوتبال چین برگزار کرد.
این بازیکن توانسته در بازی‌های ملی، ۹ گل به ثمر برساند.